# 2023년 과야스 지진
2023년 과야스 지진은 2023년 3월 18일 에콰도르 남부에서 발생한 지진이다. 지진 규모는 모멘트 규모 Mw6.8이며 진원 깊이는 65.8 km이다. 지진의 진앙은 과야킬만 인근으로 발바오 바로 옆 해안이자 과야킬에서 남쪽으로 80 km 떨어진 지역이다. 이 지진으로 엘오로주, 아수아이주, 과야스주 등 에콰도르의 몇몇 주에서 사망자 16명, 부상자 446명 등 여러 피해가 발생했고 이웃한 페루에서도 2명의 사망자와 수십 명의 부상자가 발생했다.

## 지질학적 환경
에콰도르의 활성 지각대는 남아메리카판 아래로 섭입하는 나스카판의 영향이 지배적이다. 에콰도르는 섭입대에 있는 안데스 화산대 중 북부 화산대에 있으며, 나스카판-남아메리카판 섭입대는 매년 동북동쪽으로 7 cm씩 이동하는 사교단층의 모양새이다. 섭입대의 섭입 각도는 평균 25–30°지만 카네기 능선의 섭입 영향으로 주향에 따라 섭입 각도가 급격하게 바뀐다. 카네기 능선은 나스카판이 갈라파고스 열점을 지나면서 형성된 해양 고원이다. 능선이 침강하는 쪽의 판 경계를 보면 그 북쪽이나 남쪽 지역보다 더 얕게 침강하고 있으며 이 경계를 따라 침강하는 나스카판이 두 개로 크게 찢어졌다고 추정된다.
에콰도르 북부는 카네기 능선이 침강하는 부분 위에 있으며 나스카판이 남아메리카판과 강하게 결합하며 비정상적으로 큰 정도의 판 내 변형을 일으킨다고 해석되는 지역이다. 에콰도르의 주요 활단층대는 안데스산맥의 주 산맥과 평행한 방향으로 이어진 남남서-북북동 주향의 외측 주향이동단층, 서남-동북 주향의 주향이동단층인 파야탕가 단층과 칭괄 단층, 남북 방향의 주향을 가진 역단층인 키토 단층 등으로 나눌 수 있다. 에콰도르에서는 대지진이 흔하게 발생한다. 지난 세기 동안 2023년 본진 진앙 반경 250 km 내에서 규모 M6.0 이상 지진이 총 32차례 발생했다. 2016년 4월 16일에는 2023년 본진 진앙에서 북쪽으로 약 350 km 떨어진 섭입대 경계에서 규모 M7.8의 지진이 일어나 600명이 사망하고 27,000명이 넘는 부상자가 발생했다.

## 지진
미국 지질조사국(USGS)이 추정한 지진의 규모는 모멘트 규모 Mw6.8, 진도는 수정 메르칼리 진도 계급 기준 VII(Strong)이다. 유럽-지중해 지진학 센터는 지진의 규모를 Mw6.7로 분석했다. USGS가 제공하는 PAGER 분석에 따르면 진도 V–VII (Moderate–Very Strong)의 영향을 받은 인구는 841만명으로 에콰도르 인구의 거의 절반이며, 과야스주의 주도인 과야킬에서도 진도 VI의 강한 진동을 느꼈다. 에콰도르의 24개 주 중 13개 주에서 지진의 흔들림을 감지했다. 에콰도르의 국립폴리테크닉학교 지구물리연구소는 유럽 광대역 진도 계급(EMS-98) 기준 과야스주 남부에서 V–VI (Strong–Slightly damaging)의 진도를 측정했다고 보고했다. 또한 마찰라, 산타로사, 우아키야스에서도 진도 V-VI를 관측했다.
지진은 나스카판과 남아메리카판의 섭입 경계 부근에 있는 사교단층이 움직여 발생한 중발지진이다. 단층의 발진기구와 깊이 분석에 따르면 지진은 나스카판의 섭입된 암석권 내에서 발생한 것으로 추정된다. 지진의 발진기구는 단층 파열이 동남쪽을 주향으로 거의 수직에 가깝게 섭입된 단층 혹은 서남쪽을 주향으로 45도 각도로 섭입된 단층에서 일어났다고 분석되었다. 지진이 발생한 진원에서 나스카판은 남아메리카판에 비해 연간 73 mm의 속도로 동쪽으로 이동한다. 에콰도르와 남미 서부에서 발생하는 지진은 지속적인 섭입으로 발생한 지각의 변형으로 일어난다.
이번 본진과 같이 진원 깊이가 70-300 km 사이인 지진을 중발지진이라고 부른다. 중발지진은 섭입하는 지각판과 그 위에 있는 얕은 깊이의 판 경계가 아닌, 섭입된 판 내부의 변형으로 발생한다. 일반적으로 비슷한 규모의 천발지진에 비해서는 지표면의 피해가 적지만 몇몇 중발지진은 큰 피해를 준다. 대규모의 중발지진은 먼 거리에서도 흔들림을 느낄 수 있다.

## 피해

### 에콰도르
지진의 진동은 에콰도르 24개 주 중 13개 주에서 감지되었다. 주택 총 96채가 붕괴되었고 주택 318채, 학교 148채, 보건시설 55채, 공공 인프라 54곳, 사설 인프라 56곳, 교량 1곳이 파손되었다. 에콰도르 전역에서 총 494명이 부상을 입었다.

#### 엘오로주
엘오로주에서는 주택 40채가 붕괴되고 영아와 가족 5명 한가족을 포함해 12명이 사망했으며 사망자 절대다수가 마찰라에서 일어났다. 타워가 무너져 3명이 사망했다. 푸에르토볼리바르에서는 박물관과 레스토랑 건물이 바다 속으로 무너졌다. 주 내 많은 건물들이 붕괴해 생존자들이 잔해 속에 갇혔다. 엘오로주에서는 페루인 1명도 사망했다. 엘오로주 남쪽 일부 지방에서는 정전과 무선 전화가 단절되는 피해도 발생했다.

#### 과야스주
과야킬에서는 건물 6채가 붕괴되고 73채가 피해를 입었으며 유리창이 깨지고 일부 벽이 무너지며 도시 전역의 상점이 폐쇄되는 피해가 발생했다. 도시 전역에 정전도 발생했는데 북부와 남부 대부분 지역은 최장 7시간동안 정전 상태에 빠졌고 기타 일부 지역은 30분만에 복귀되었다. 도시 내의 3개 차량 터널도 폐쇄되었으며 1명이 부상을 입었다. 나랑할에서는 1명이 사망했다. 푸나섬에서는 진원지와 제일 가까웠는데 주택 10채 이상이 붕괴되었다.

#### 아수아이주
아수아이주의 주도인 쿠엥카에서 주택 외벽이 자동차 위로 붕괴되어 1명이 사망했고 2명이 부상을 입었다. 아수아이주 전역에서 주택 2채가 붕괴되고 4채가 피해를 입었다.

### 페루

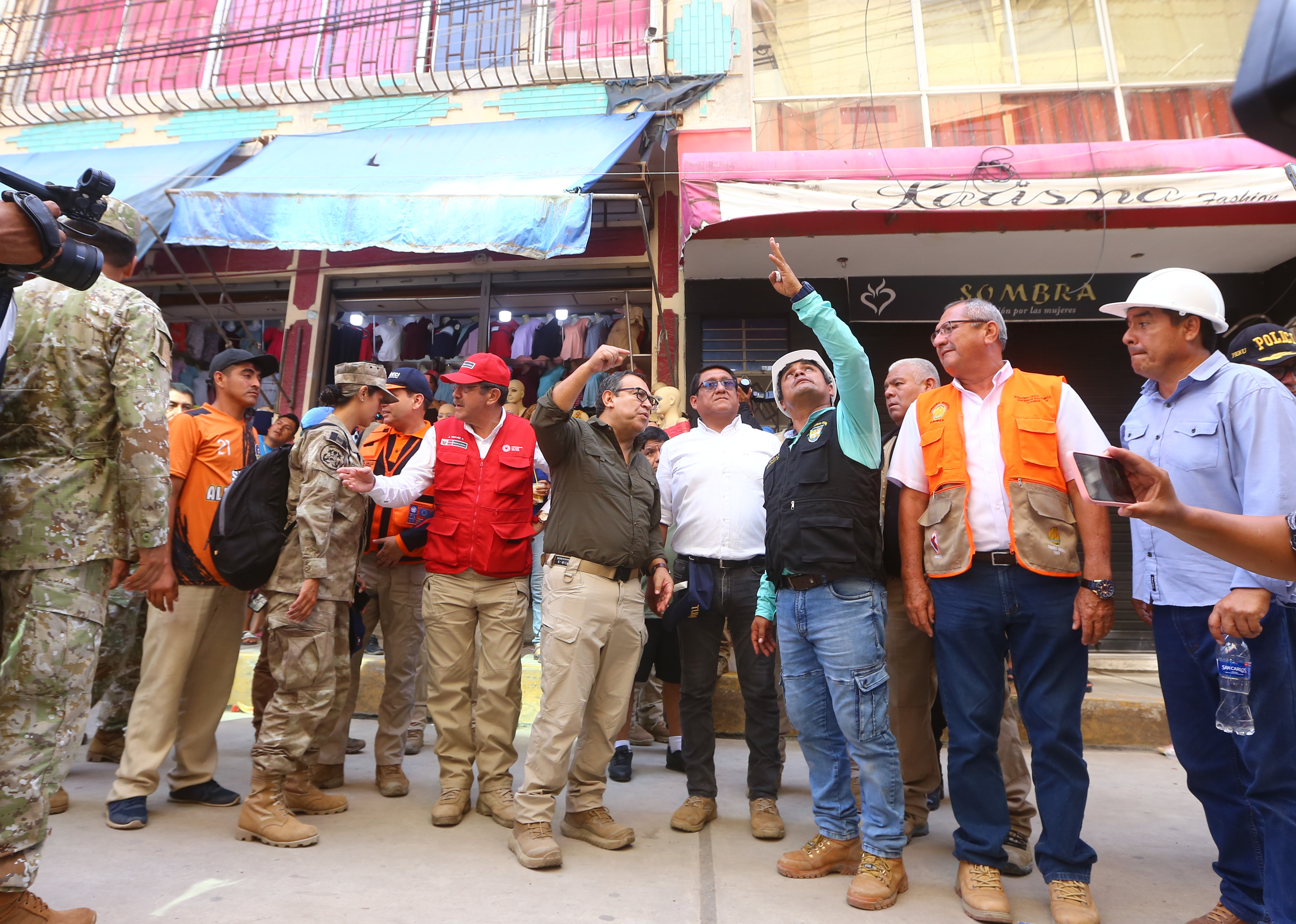
페루 정부 인사가 지진 피해를 입은 툼베스 시내를 둘러보는 모습.

에콰도르 국경과 가까운 페루의 툼베스에서는 4세 소녀가 집 지붕이 무너져 사망했고, 지진으로 집이 무너져 10대 1명이 사망했다. 아동 1명도 부상을 입었으며 산사태로 여러 명이 부상을 입었다. 페루의 3개 주에서 주택 6채가 붕괴되고 46채가 피해를 입었으며 보건시설 2곳과 학교 12곳도 지진 피해를 입었다. 39명이 난민이 되었고 101명이 지진 피해를 입었다.

## 반응
에콰도르 위험관리성은 수색 및 구조 작업에 소방관을 투입했다고 발표했다. 에콰도르 경찰은 피해분석을 시작했다. 에콰도르의 대통령 기예르모 라소는 시민들에게 침착하라고 촉구하면서 "긴급구호대가 동원되어 피해 주민에게 모든 지원을 제공하고 있다"고 말했다. 지진으로 통신선과 전력망이 서로 얽혀 교란되어 구조 작업을 방해했다. 페트로에콰도르의 3개 시설이 운영을 중단했다.
에콰도르의 대통령 기예르모 라소는 3월 19일 피해 지역을 방문했다. 대통령은 사망자와 부상자가 앞으로 수 시간 동안 계속 증가할 것이라고 말했다. 보건 및 주거 긴급자금이 투입되었고 지진 피해를 입은 14개 주에서는 60일간 비상사태가 선포되었다. 에콰도르 선주민족 연합은 피해 주민을 위한 구호 작업을 시작했다.
2023년 3월 에콰도르의 국회의원 블랑카 사칸셀라는 급여 50%를 지진 피해자에게 기부해야 한다는 법률안을 제시했으나 국회에서 통과되지 않았다.

## 같이 보기
- 에콰도르의 지진 목록
- 페루의 지진 목록
- 2023년 지진